# 25 dicembre
Il 25 dicembre è il 359º giorno del calendario gregoriano (il 360º negli anni bisestili). Mancano 6 giorni alla fine dell'anno.

## Eventi
- 0 – (3760 dalla Creazione, secondo la religione ebraica) - Nascita ufficiale di Gesù di Nazareth, il Cristo (secondo la religione cristiana).
- 274 – Aureliano stabilisce la festa del Dies Natalis Solis Invicti che sarà adottata per il Natale.
- 390 – Il vescovo di Milano Ambrogio costringe l'imperatore Teodosio I a fare penitenza per il massacro da questi ordinato contro i tessalonicesi.
- 537 – A Costantinopoli Giustiniano dedica una basilica a Santa Sofia.
- 784 – Tarasio viene eletto patriarca ecumenico di Costantinopoli.
- 800 – Incoronazione di Carlo Magno come imperatore dei Romani a Roma da parte di papa Leone III.
- 858 – Fozio viene incoronato patriarca di Costantinopoli.
- 995 – La Norvegia celebra per la prima volta il Natale cristiano.
- 1000 – Santo Stefano d'Ungheria viene incoronato re.
- 1038 – L'espressione "Cristes maessam" (da cui "Christmas") viene usata per la prima volta in una cronaca anglosassone in riferimento a questo giorno di dicembre.
- 1066 – Guglielmo il Conquistatore viene incoronato re d'Inghilterra.
- 1075 – Papa Gregorio VII viene aggredito dai romani durante la messa di Natale.
- 1120 – Viene fondato l'Ordine premostratense.
- 1130 – Fondazione del Regno di Sicilia tramite l'incoronazione di Ruggero II a Palermo.
- 1194 – Incoronazione di Enrico VI di Hohenstaufen, a Palermo, quale re di Sicilia.
- 1223 – Francesco d'Assisi allestisce, a Greccio, il primo presepe "vivente".
- 1249 – Le forze crociate sono attaccate dai mamelucchi a Damietta.
- 1282 – Gli Asburgo diventano ufficialmente feudatari in Austria.
- 1410 – Eccidio di Lozio, la famiglia Nobili viene sterminata ad opera della famiglia Federici.
- 1413 – Fallisce un complotto dei lollardi per rapire il re inglese Enrico V.
- 1492 – Una delle tre caravelle di Colombo si arena e deve dunque essere evacuata.
- 1521 – I riformatori luterani celebrano a Wittenberg la prima messa di Natale in lingua tedesca.
- 1538
  - Prima messa di Natale in Messico. È celebrata dal padre Pedro de Gante.
  - Sant'Ignazio de Loyola celebra la sua prima messa.
- 1551 – Edoardo VI d'Inghilterra rinvia l'esecuzione del duca di Somerset in quanto è Natale.
- 1583 – Il compositore Orlando Gibbons viene battezzato.
- 1604 – Coloni francesi al largo del futuro Maine celebrano il Natale: è la prima volta nei futuri Stati Uniti.
- 1643 – Il capitano della Marina inglese, sotto il vessillo della Compagnia delle Indie Orientali, William Mynors scopre l'Isola del Natale
- 1775 – Papa Clemente XIV pubblica l'enciclica "Inscrutabile Divinae Sapientiae", sull'inizio del pontificato, sulla cura per la scelta dei nuovi preti, sulle condizioni del mondo moderno, sulla cura episcopale.
- 1776 – George Washington e il suo esercito attraversano il fiume Delaware.
- 1818 – Prima esecuzione di Astro del Ciel (Stille Nacht) (Chiesa di San Nicola a Oberndorf, Austria).
- 1837 – Battaglia di Okeechobee: l'esercito statunitense sconfigge gli indiani Seminole.
- 1868
  - Il presidente statunitense Andrew Johnson concede la grazia a tutti gli ex-combattenti degli Stati Confederati d'America nella guerra di secessione americana.
  - La Repubblica di Ezo viene fondata su Hokkaidō dai ribelli degli Shogunati.
- 1914 – Appena passata la mezzanotte le truppe tedesche sul fronte occidentale cessano il fuoco e iniziano a cantare canzoni natalizie. Attraversando la terra di nessuno si scambiano doni con i nemici che li fronteggiano. La Tregua di Natale durerà per diversi giorni a seconda delle zone.
- 1926 – Hirohito diventa imperatore del Giappone, succedendo all'Imperatore Yoshihito.
- 1932 – Un terremoto di magnitudo 7,6 nella regione di Gansu, in Cina, uccide oltre 70.000 persone.
- 1938 – Sudafrica: dei pescatori scoprono fra le proprie reti un esemplare di pesce sconosciuto. In seguito viene chiamato Celacanto (o Celacantide), e si tratta di una specie di pesce ritenuta estinta milioni di anni fa.
- 1939 – Canto di Natale di Charles Dickens, viene letto alla radio per la prima volta (CBS radio).
- 1941 – Hong Kong si arrende ai giapponesi.
- 1947 – Entra in vigore la Costituzione della Repubblica di Cina.
- 1963 – Esce nelle sale cinematografiche statunitensi il film La spada nella roccia, 18º Classico Disney; è l'ultimo film animato Disney uscito prima della morte di Walt Disney.
- 1973 – ARPANET si blocca quando a causa di un bug di programmazione, tutto il traffico di ARPANET viene smistato all'Università di Harvard, provocando un "congelamento" del server.
- 1977 – Il primo ministro israeliano Menachem Begin incontra in Egitto il presidente egiziano Anwar al-Sadat.
- 1989 – Nicolae Ceaușescu, dittatore comunista della Romania, e la moglie Elena vengono condannati a morte per vari capi di imputazione con un processo sommario e giustiziati.
- 1991 – Michail Gorbačëv rassegna le proprie dimissioni da presidente dell'URSS.
- 1996 – Portopalo: nella notte fra il 25 e il 26 dicembre affonda un battello di immigrati che cercava di raggiungere le coste siciliane. Le vittime sono 283: si tratta della seconda più grande tragedia navale avvenuta nel Mediterraneo dalla fine della seconda guerra mondiale. Viene ricordata come la Strage di Natale.
- 2003
  - Benin, Africa: un Boeing 727 precipita subito dopo il decollo dall'aeroporto di Cotonou; morti 113 passeggeri, in gran parte cittadini libanesi.
  - Cina: una esplosione in un giacimento di gas naturale nella contea di Kaixian causa 191 morti.
- 2004 – La navetta Cassini rilascia la sonda Huygens che atterrerà su Titano, una delle lune di Saturno.
- 2005 – Papa Benedetto XVI pubblica la lettera enciclica Deus caritas est, la prima del suo pontificato.
- 2006 – Il serial killer Hiroaki Hidaka viene giustiziato a Hiroshima dopo essere stato condannato per la morte di quattro donne.
- 2016 – Un Tupolev Tu-154 russo diretto in Siria per il concerto di capodanno precipita nel Mar Nero causando la morte di tutti i componenti del Coro dell'Armata Rossa

## Nati
Ci sono circa 1 060 voci su persone nate il 25 dicembre; vedi la pagina Nati il 25 dicembre per un elenco descrittivo o la categoria Nati il 25 dicembre per un indice alfabetico.

## Morti
Ci sono circa 560 voci su persone morte il 25 dicembre; vedi la pagina Morti il 25 dicembre per un elenco descrittivo o la categoria Morti il 25 dicembre per un indice alfabetico.

## Feste e ricorrenze

### Religiose
Cristianesimo:
- Natale
- Sant'Adam Chmielowski (Alberto), fondatore delle Suore albertine serve dei poveri
- Sant'Alburga, principessa
- Sant'Anastasia di Sirmio, martire
- Sant'Eugenia di Roma, martire
- Santi Giovino e Basileo, martiri
- San Pietro il Venerabile, abate
- Santa Susanna di Georgia, martire
- Beata Antonia Maria Verna, fondatrice delle Suore di carità dell'Immacolata Concezione
- Beato Artale mercedario
- Beato Bentivoglio de Bonis da San Severino Marche
- Beato Diego de Aro, mercedario
- Beato Jacopone da Todi, religioso francescano
- Beato Michele Nakashima, martire
- Beata Therese von Wüllenweber (Maria degli Apostoli), fondatrice delle Suore del Divin Salvatore

Mitraismo:
- Nascita del dio persiano, ellenistico e romano Mitra, avvenuta, secondo il culto mitraico, nell'anno 1200 a.C.[senza fonte]

Religione romana antica e moderna:
- Natale del Sole Invitto